# U-703
| U-703                      | U-703                                                          | U-703                                                          |
| -------------------------- | -------------------------------------------------------------- | -------------------------------------------------------------- |
|                            |                                                                |                                                                |
|                            |                                                                |                                                                |
|                            |                                                                |                                                                |
| Під прапором               | Третій рейх                                                    | Третій рейх                                                    |
| Спуск на воду              | 18 липня 1941 року                                             | 18 липня 1941 року                                             |
| Виведений зі складу флоту  | 16 вересня 1944 року                                           | 16 вересня 1944 року                                           |
| Сучасний статус            | затоплений                                                     | затоплений                                                     |
| Проєкт                     |                                                                |                                                                |
| Тип ПЧ                     | Торпедний ДПЧ                                                  | Торпедний ДПЧ                                                  |
| Основні характеристики     |                                                                |                                                                |
| Швидкість (надводна)       | 17,7 вузлів                                                    | 17,7 вузлів                                                    |
| Швидкість (підводна)       | 7,6 вузлів                                                     | 7,6 вузлів                                                     |
| Робоча глибина занурення   | 100 м                                                          | 100 м                                                          |
| Гранична глибина занурення | 220 м                                                          | 220 м                                                          |
| Екіпаж                     | 44 осіб                                                        | 44 осіб                                                        |
| Розміри                    |                                                                |                                                                |
| Довжина найбільша (по КВЛ) | 67,1 м                                                         | 67,1 м                                                         |
| Ширина корпусу найб.       | 6,2 м                                                          | 6,2 м                                                          |
| Висота                     | 9,6 м                                                          | 9,6 м                                                          |
| Середня осадка (по КВЛ)    | 4,70 м                                                         | 4,70 м                                                         |
| Водотоннажність надводна   | 769 т                                                          | 769 т                                                          |
| Озброєння                  |                                                                |                                                                |
| Артилерія                  | одна палубна гармата калібру 88-мм, одна 20-мм зенітна гармата | одна палубна гармата калібру 88-мм, одна 20-мм зенітна гармата |
| Торпедно- мінне озброєння  | 4 носових і один кормовий ТА. 14 торпед або 26 мін             | 4 носових і один кормовий ТА. 14 торпед або 26 мін             |

U-703 — німецький підводний човен типу VIIC часів Другої світової війни.
Замовлення на будівництво човна було віддане 9 жовтня 1939 року. Човен був закладений на верфі суднобудівної компанії «H C Stülcken Sohn» у Гамбурзі 9 серпня 1940 року під заводським номером 762, спущений на воду 18 липня 1941 року, 16 жовтня 1941 року увійшов до складу 6-ї флотилії. Також за час служби перебував у складі 11-ї та 13-ї флотилій
Човен зробив 13 бойових походів, в яких потопив 5 (загальною водотоннажністю 29 523 брт) суден та 2 військові кораблі.
Зник безвісти після 16 вересня 1944 року у Норвезькому морі між Ісландією та Норвегією. Всі 54 члени екіпажу вважаються загиблими.

## Командири
- Капітан-лейтенант Гайнц Більфельд (16 жовтня 1941 — 5 липня 1943)
- Оберлейтенант-цур-зее Йоахім Брюннер (6 липня 1943 — 16 вересня 1943)

## Потоплені та пошкоджені кораблі[3]
| Назва          | Тип           | Належність      | Дата            | Тоннаж (БРТ) | Вантаж                                                             | Статус    | Місце                                                       |
| Syros          | торгове судно | США             | 26 березня 1942 | 6 191        | 6 390 т генеральних військових вантажів включаючи аммуніцію        | потоплено | 72°35′ пн. ш. 05°30′ сх. д. / 72.583° пн. ш. 5.500° сх. д.  |
| Empire Byron   | торгове судно | Велика Британія | 5 липня 1942    | 6 645        | 2 455 т військових вантажів, 6 вантажівок, 30 танків та 15 літаків | потоплено | 76°18′ пн. ш. 33°30′ сх. д. / 76.300° пн. ш. 33.500° сх. д. |
| River Afton    | торгове судно | Велика Британія | 5 липня 1942    | 5 479        | 2 314 т військових вантажів, 36 танків, 12 вантажівок, 7 літаків   | потоплено | 75°57′ пн. ш. 43°00′ сх. д. / 75.950° пн. ш. 43.000° сх. д. |
| «Сомалі»       | есмінець      | Велика Британія | 20 вересня 1942 | 1 870        |                                                                    | потоплено | 74°40′ пн. ш. 02°00′ зх. д. / 74.667° пн. ш. 2.000° зх. д.  |
| T-911 (No 65)  | траулер       | СРСР            | 30 липня 1943   | 559          |                                                                    | потоплено | 71°07′ пн. ш. 51°50′ сх. д. / 71.117° пн. ш. 51.833° сх. д. |
| Сергей Киров   | торгове судно | СРСР            | 1 липня 1943    | 4 146        | обладнання Норильського заводу                                     | потоплено | 75°48′ пн. ш. 83°52′ сх. д. / 75.800° пн. ш. 83.867° сх. д. |
| Empire Tourist | торгове судно | Велика Британія | 7 березня 1944  | 7 062        | 400 т деревини та 600 т вугілля                                    | потоплено | 73°25′ пн. ш. 22°11′ сх. д. / 73.417° пн. ш. 22.183° сх. д. |